# Sarno
A Sarno folyó Olaszország Campania régiójában. Sarno városa mellett ered és Castellammare di Stabia, és Torre Annunziata között ömlik a Nápolyi-öbölbe. A Picentini-hegység, Lattari-hegység és a Vezúv időszakos és állandó vízfolyásait gyűjti össze. 
A folyót a 2020-as évek elején Olaszország és Európa legszennyezettebb vízfolyásaként tartják számon.

## Külső hivatkozások
- Cleaning up the river Sarno
- Az olaszországi folyók szennyezettésge (.pdf dokumentum)